# Перемога (газета)
«Перемога» — кременчуцька районна україномовна громадсько-політична газета. 
Тижневик виходить щоп'ятниці. 
Наклад: 1300 примірників .

## Історія
Газета вперше почала виходити 1940 року .

## Зміст
Виходить газета на 8 аркушах формату А3 двічі на тиждень. Основним наповненням газети є новини, місцева самоврядність, соціальні проблеми, економіка, сільське господарство, програма телепередач .